# 데이비드 아널드

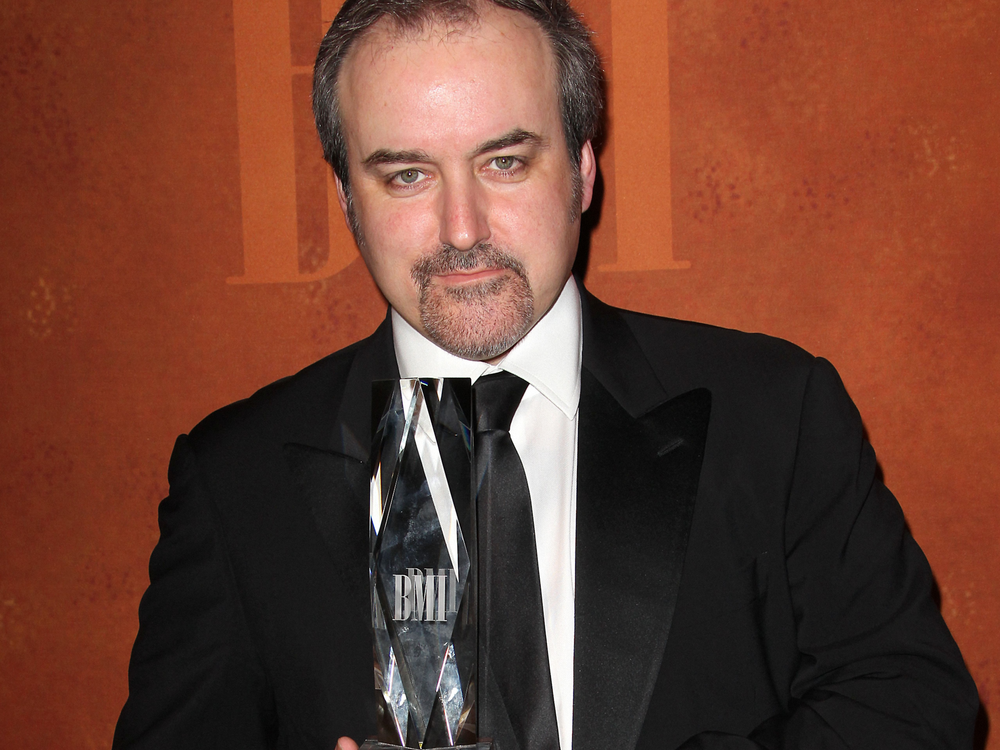
2011년 모습

데이비드 아널드(David Arnold, 1962년 1월 23일 ~ )는 잉글랜드의 영화 음악 작곡가이다. 롤란트 에머리히 감독 작품과 007 시리즈 음악으로 유명하다. 《인디펜던스 데이》(1996)로 1997년 제39회 그래미상 영화·TV 기악곡 부문을 수상하였다.

## 참여 작품

### 영화

#### 007 시리즈
- 007 네버 다이 (1997)
- 007 언리미티드 (1999)
- 007 어나더데이 (2002)
- 007 카지노 로얄 (2006)
- 007 퀀텀 오브 솔러스 (2008)

#### 그 외
- 영 아메리칸 (1993)
- 스타게이트 (1994)
- 라스트 도그맨 (1995)
- 인디펜던스 데이 (1996)
- 이완 맥그리거의 인질 (1997)
- 고질라 (1998)
- 윙 커맨더 (1999)
- 샤프트 (2000)
- 머스킷티어 (2001)
- 쥬랜더 (2001)
- 이너프 (2002)
- 체인징 레인스 (2002)
- 헐리우드 엔딩 (2002)
- 패스트 & 퓨리어스 2 (2003)
- 스텝포드 와이프 (2004)
- 4 브라더스 (2005)
- 어메이징 그레이스 (2006)
- 뜨거운 녀석들 (2007)
- 그라인드하우스 (2007)
- 하우 투 루즈 프렌즈 (2008)
- 메이드 인 다겐함 (2010)
- 굿모닝 에브리원 (2010)
- 나니아 연대기: 새벽 출정호의 항해 (2010)
- 황당한 외계인: 폴 (2011)

### 텔레비전
- 셜록 (2010-17)
- 드라큘라 (2020)